# غيرالد لاكروا
غيرالد لاكروا (بالفرنسية: Gérald Cyprien Lacroix)‏ هو كاهن كاثوليكي كندي، ولد في 27 يوليو 1957 في Saint-Hilaire-de-Dorset ‏ في كندا.